# Стій (гора)

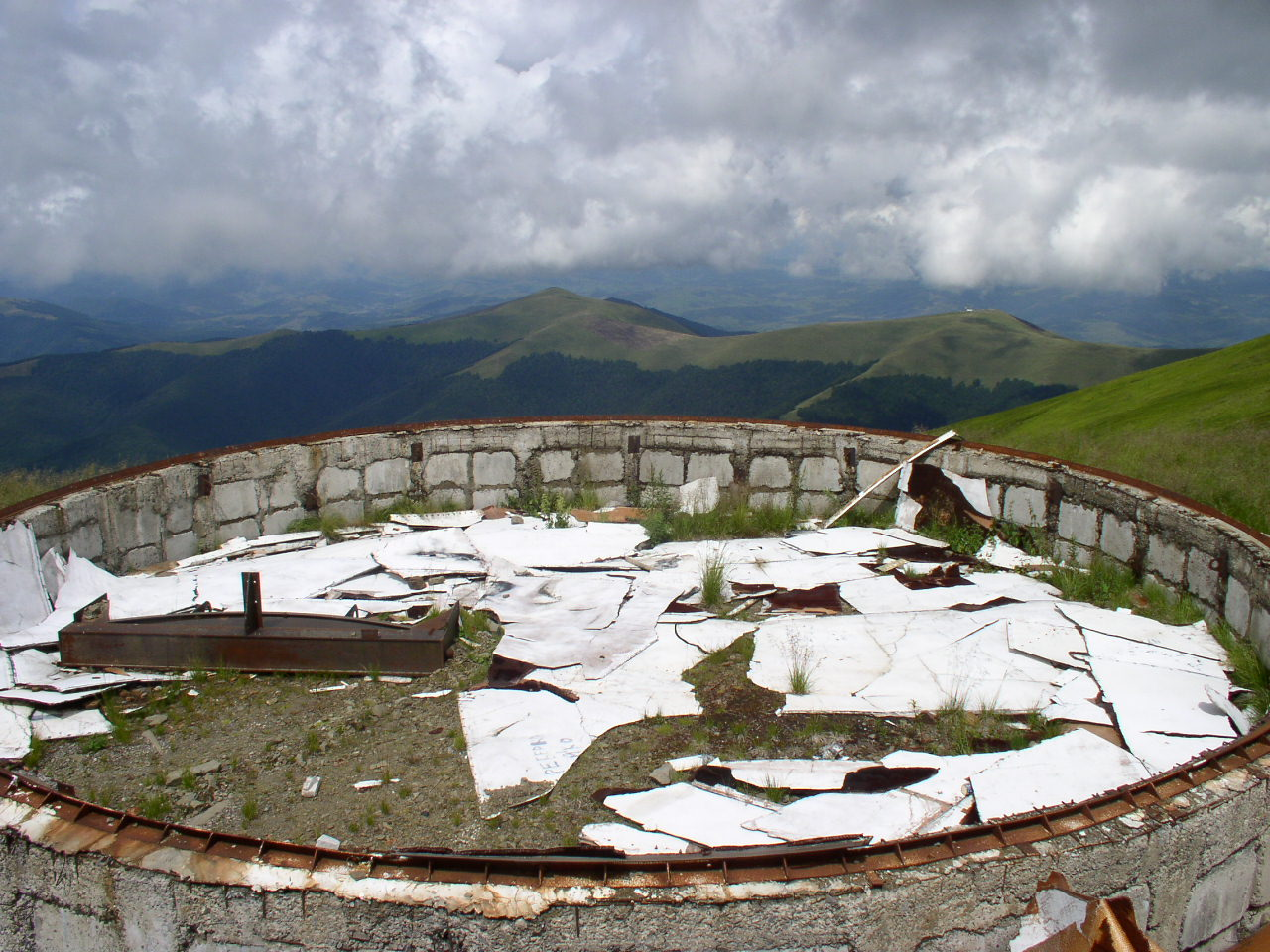
Залишки радянської РЛС на горі

Стой (Стій) (Stij, русин. Стӯй) — найвища вершина масиву Полонина Боржава (Висота 1681 м.), лежить на південному відрозі масиву у межах Закарпатської області.
Західні схили — круті, в нижній частині вкриті буковими пралісами з поодинокими деревами ялини й ялиці, вище смуги лісів — значні площі чорничників. Південні і східні схили пологіші, вкриті ділянками луків — полонинами. На західних схилах розташовано заказник державного значення Росішний.
На північних узбіччях гори є котел льодовикового походження.
Південні схили гори — пологі ділянки (вкриті переважно травостоєм з щучника дернистого і біловуса), та крутосхили, вкриті криволіссям. Північні схили спадають крутими скелястими урвищами. Тут зростає ряд рідкісних рослин, занесених до Червоної книги України: сосна кедрова, жовтозілля карпатське, наскельниця лежача, ломикамінь моховидний тощо.
За часи Радянського Союзу на вершині було розташовано військову РЛС. Пізніше станцію було демонтовано.

## Галерея

### Вид на гору

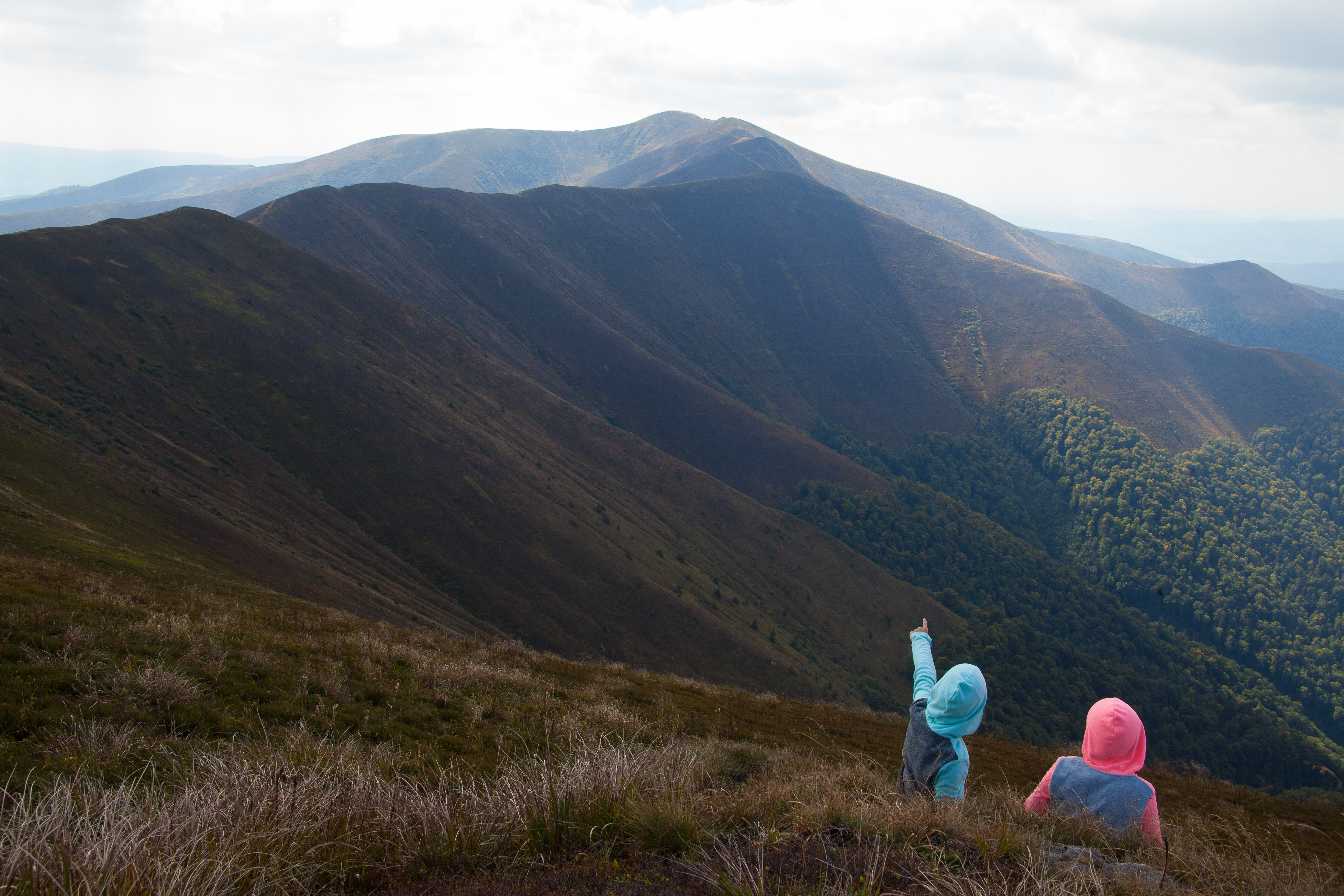
Вид з гори Великий Верх на гору Стій
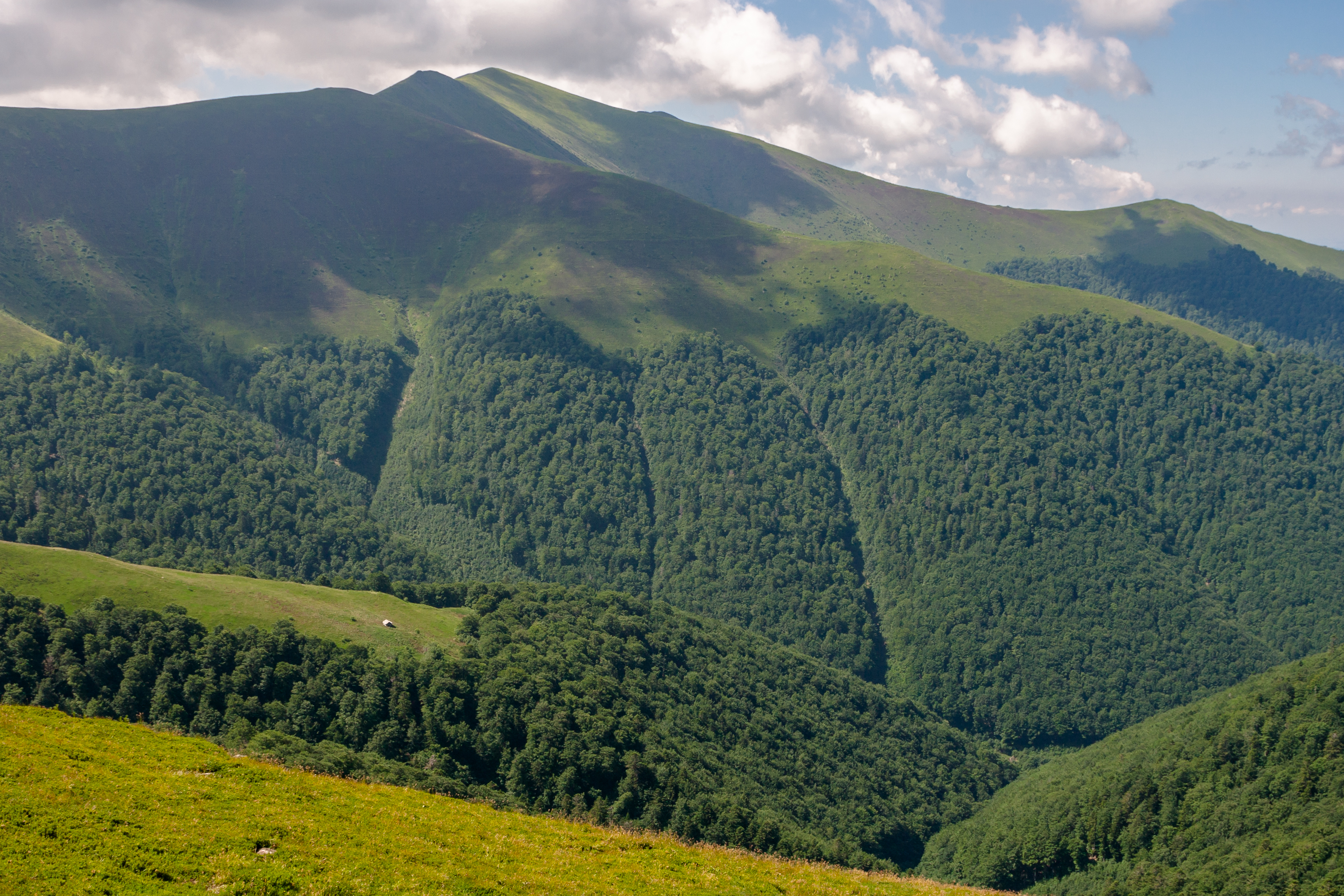
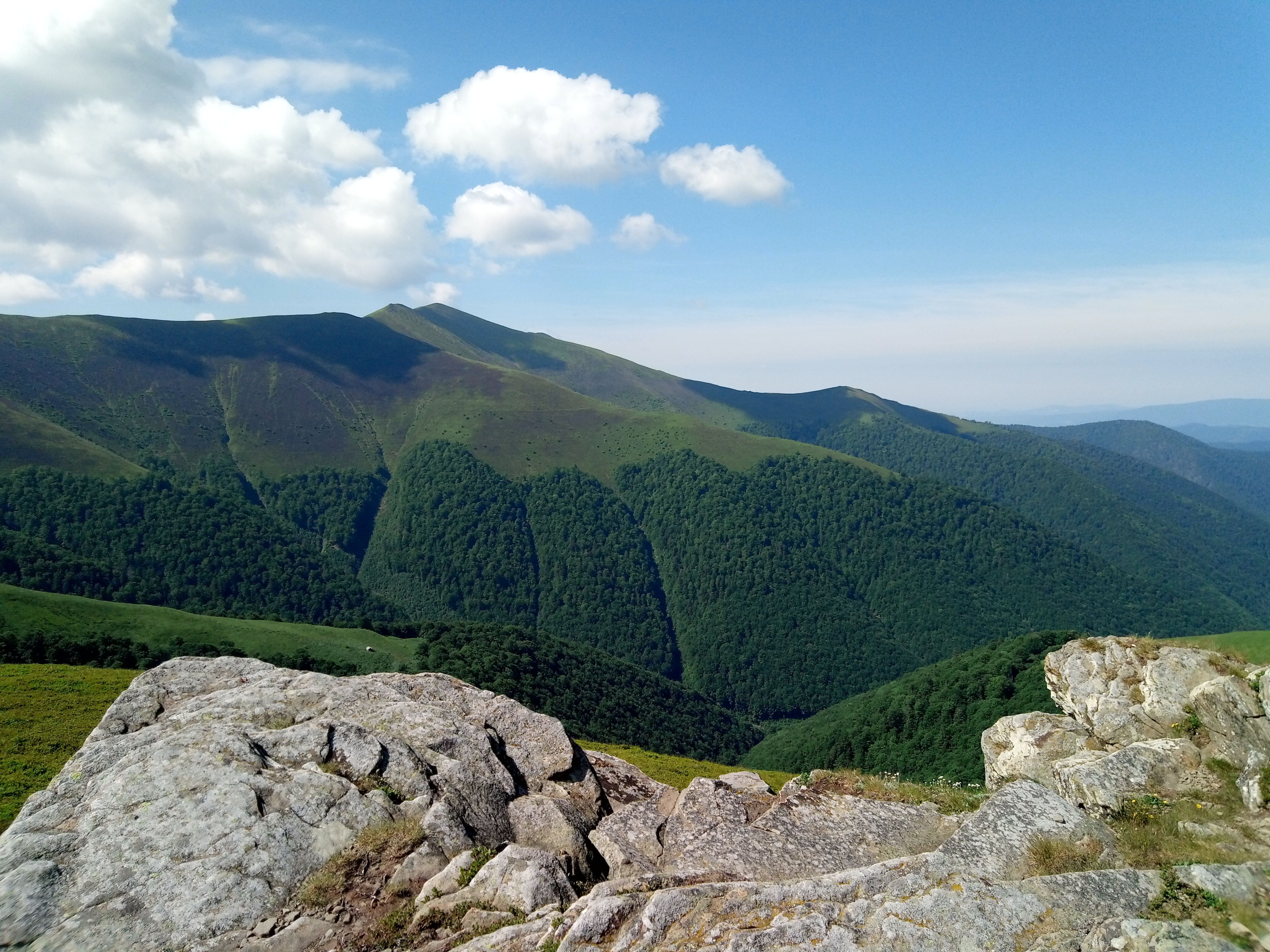
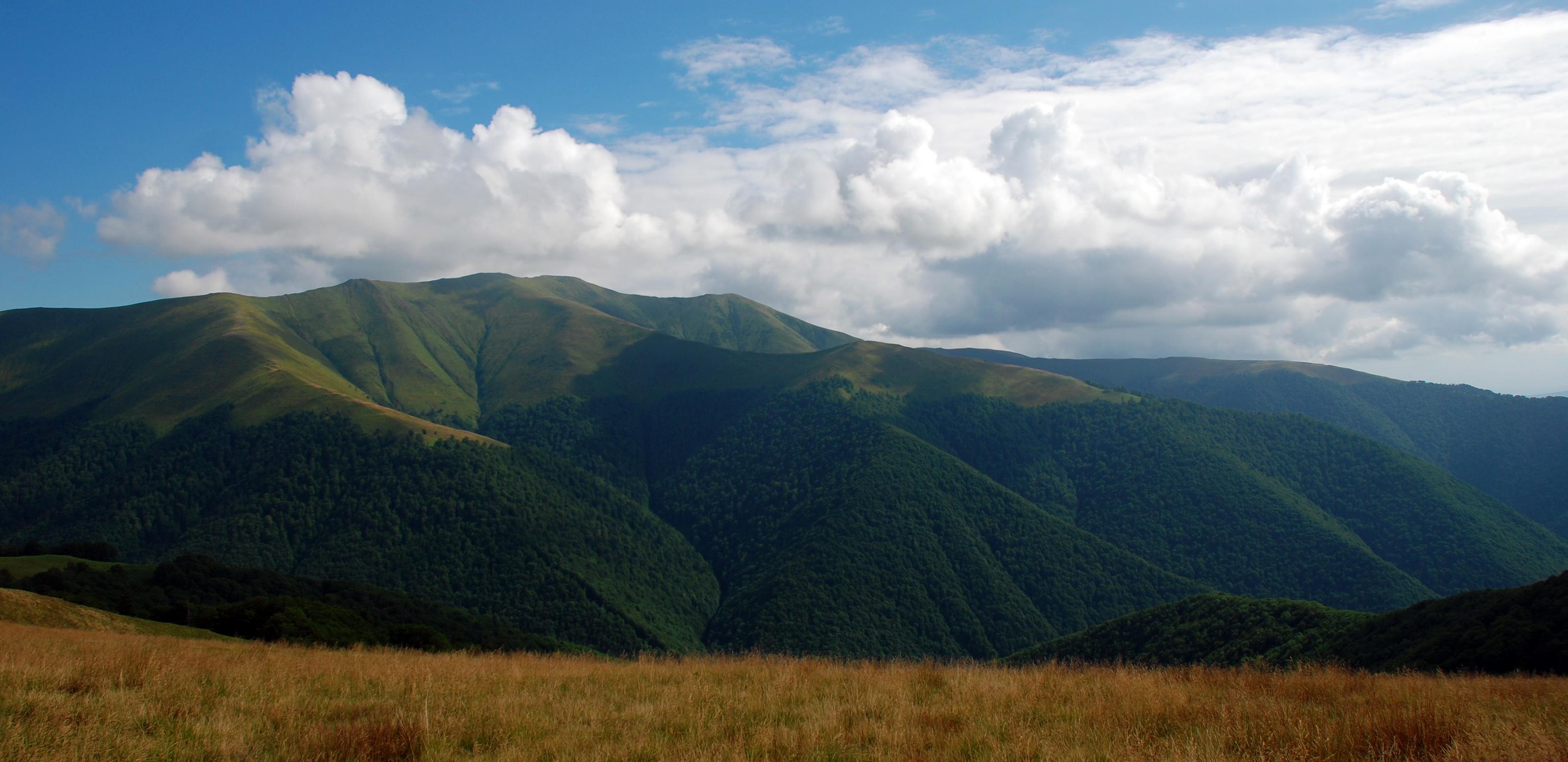
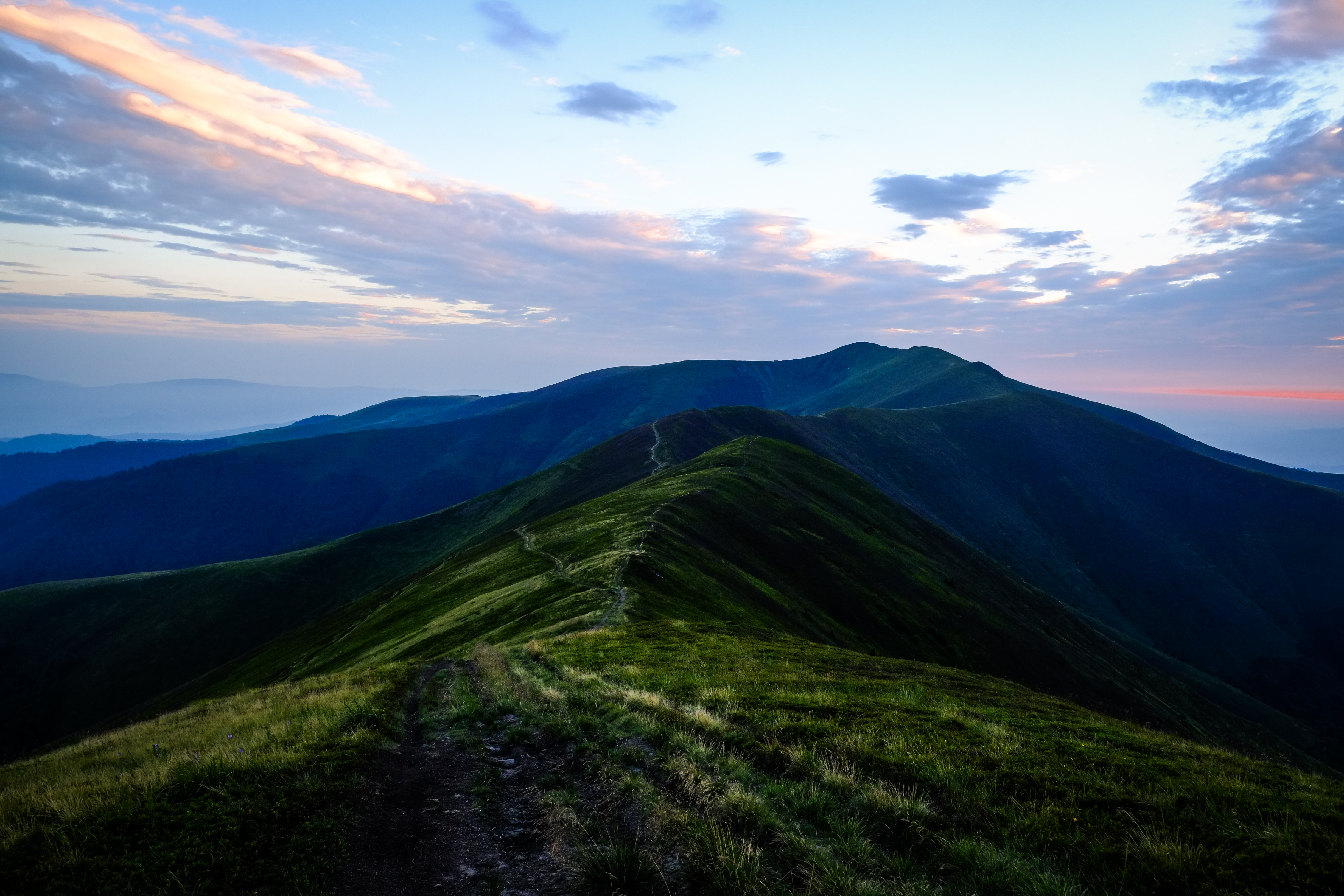
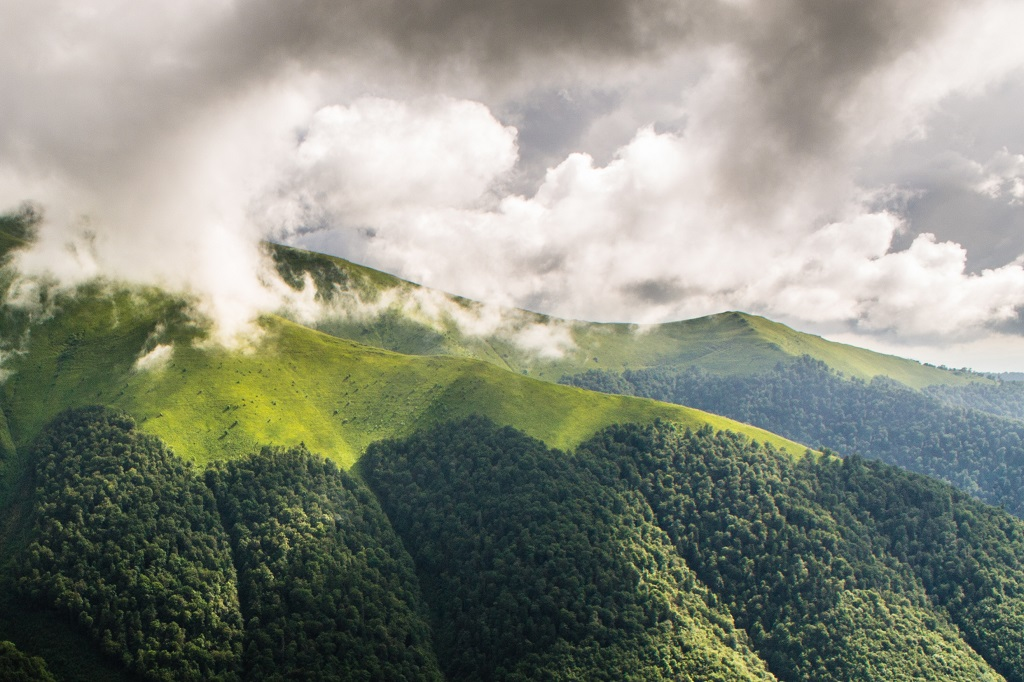
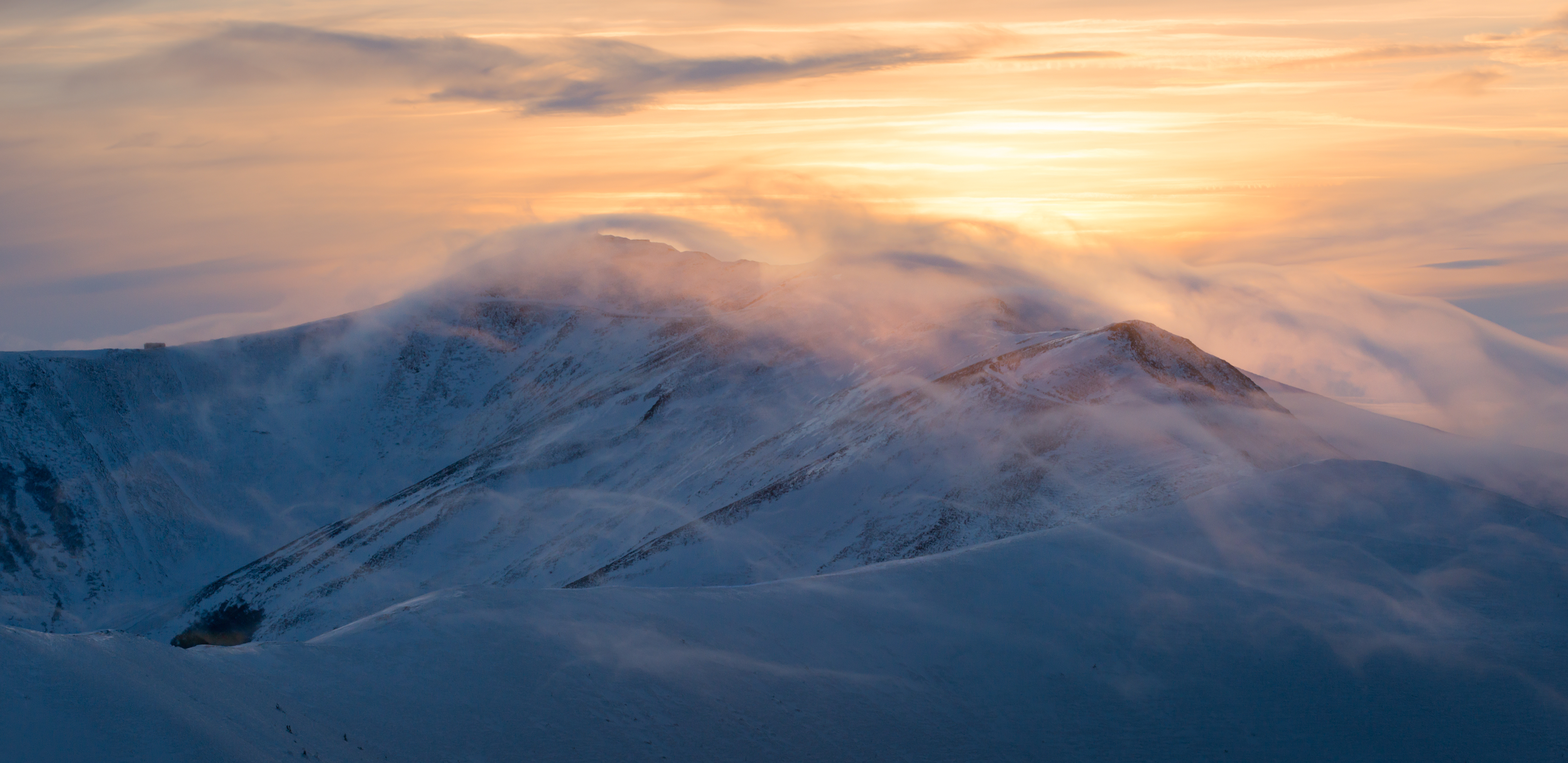
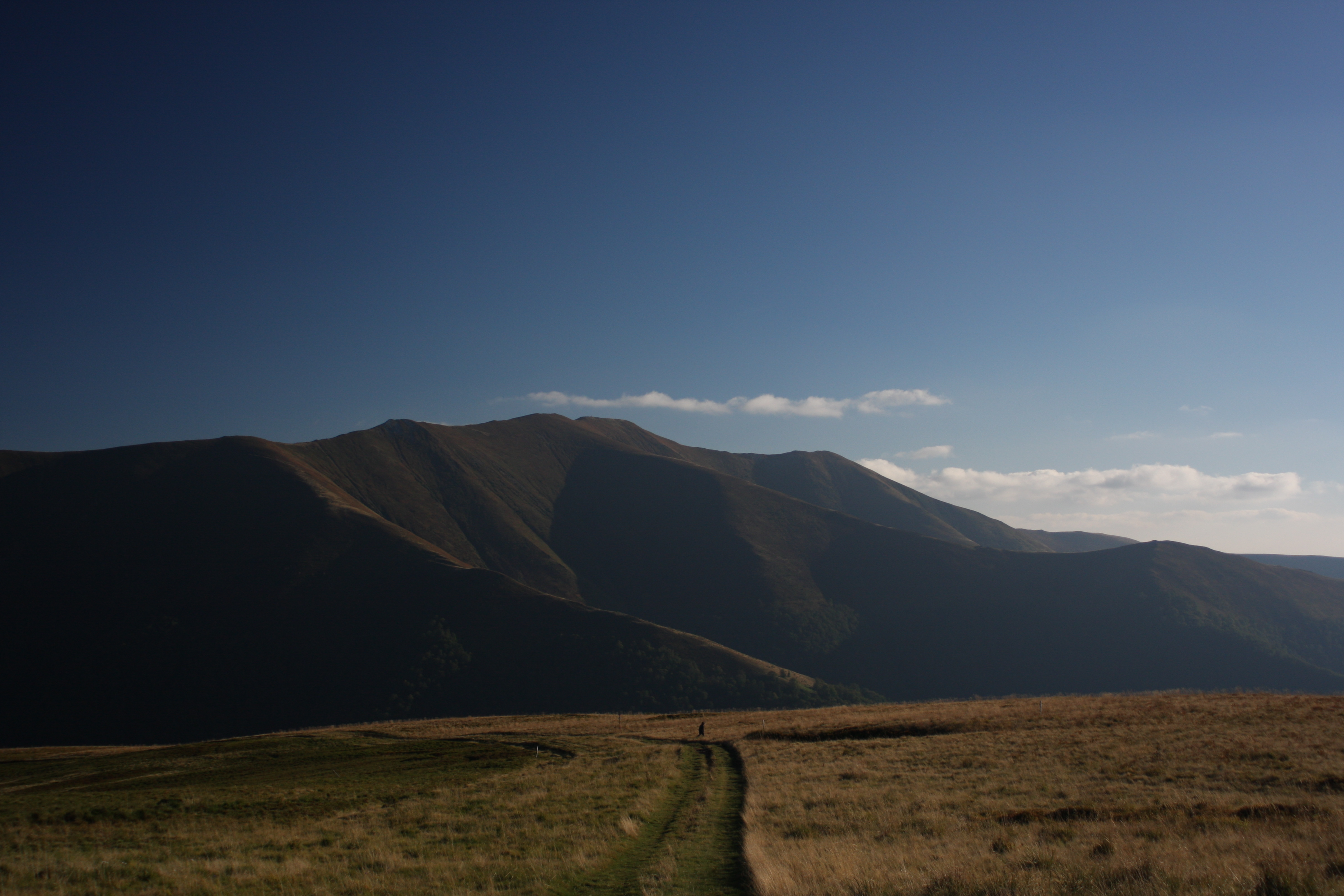
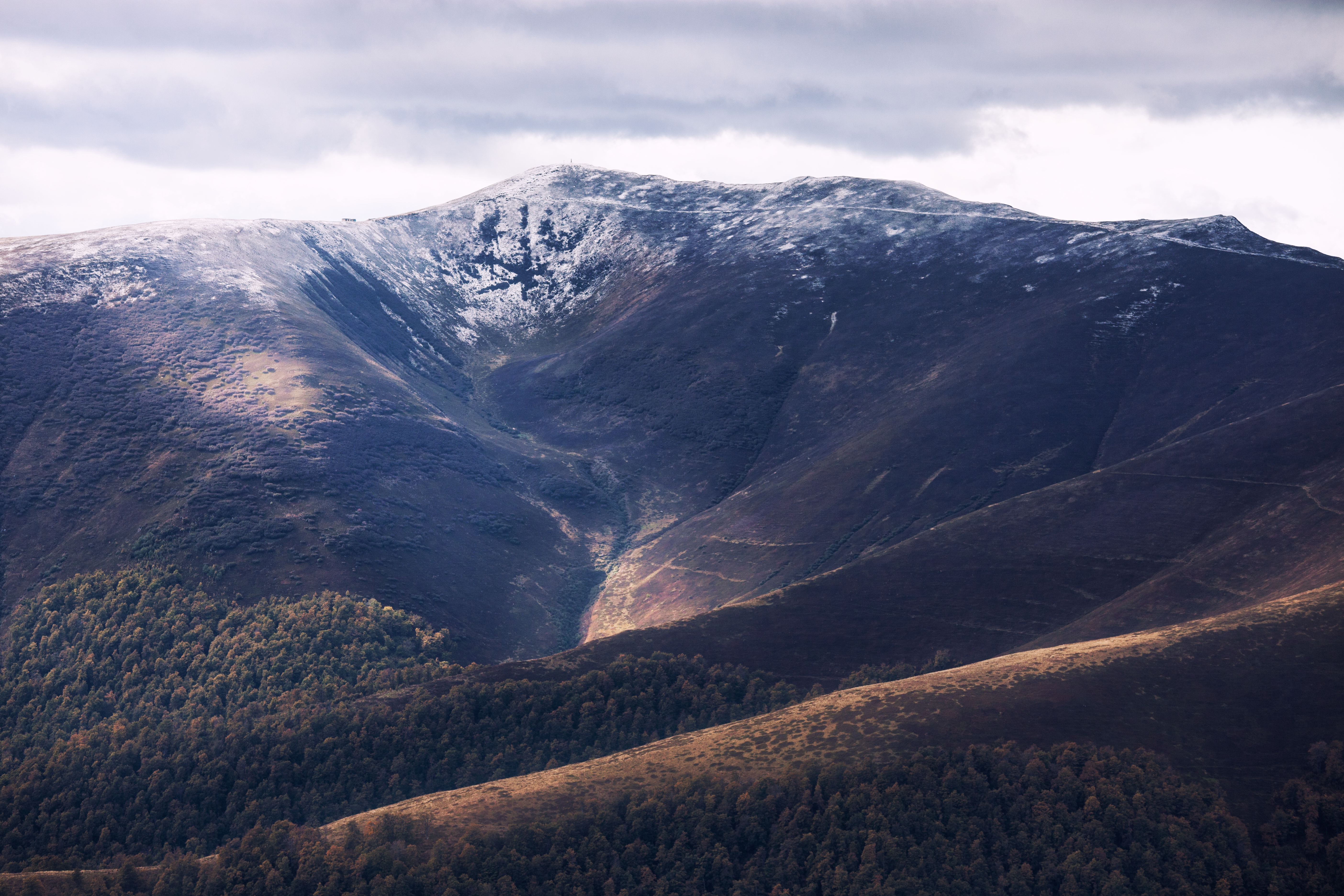

### Вид з гори

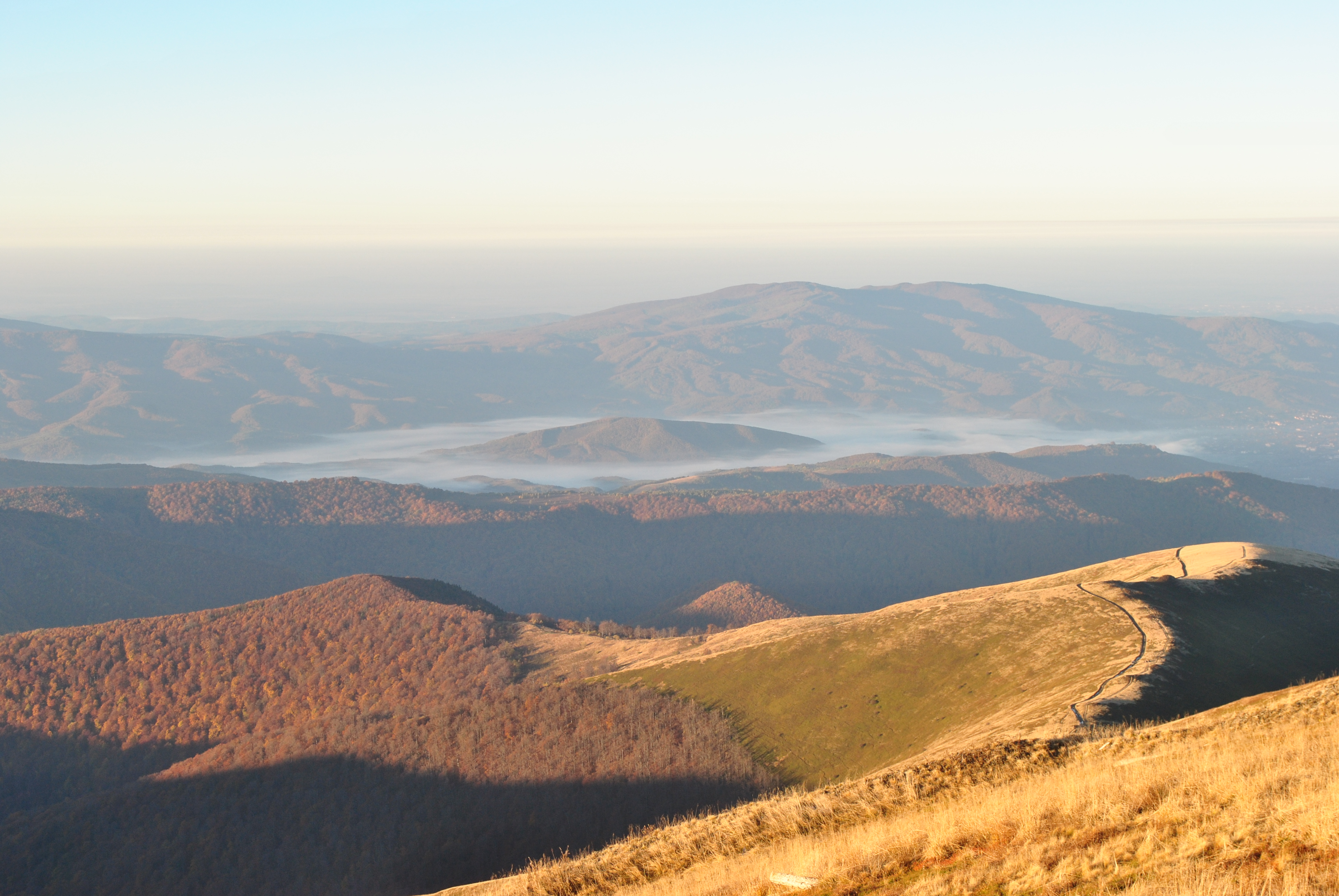
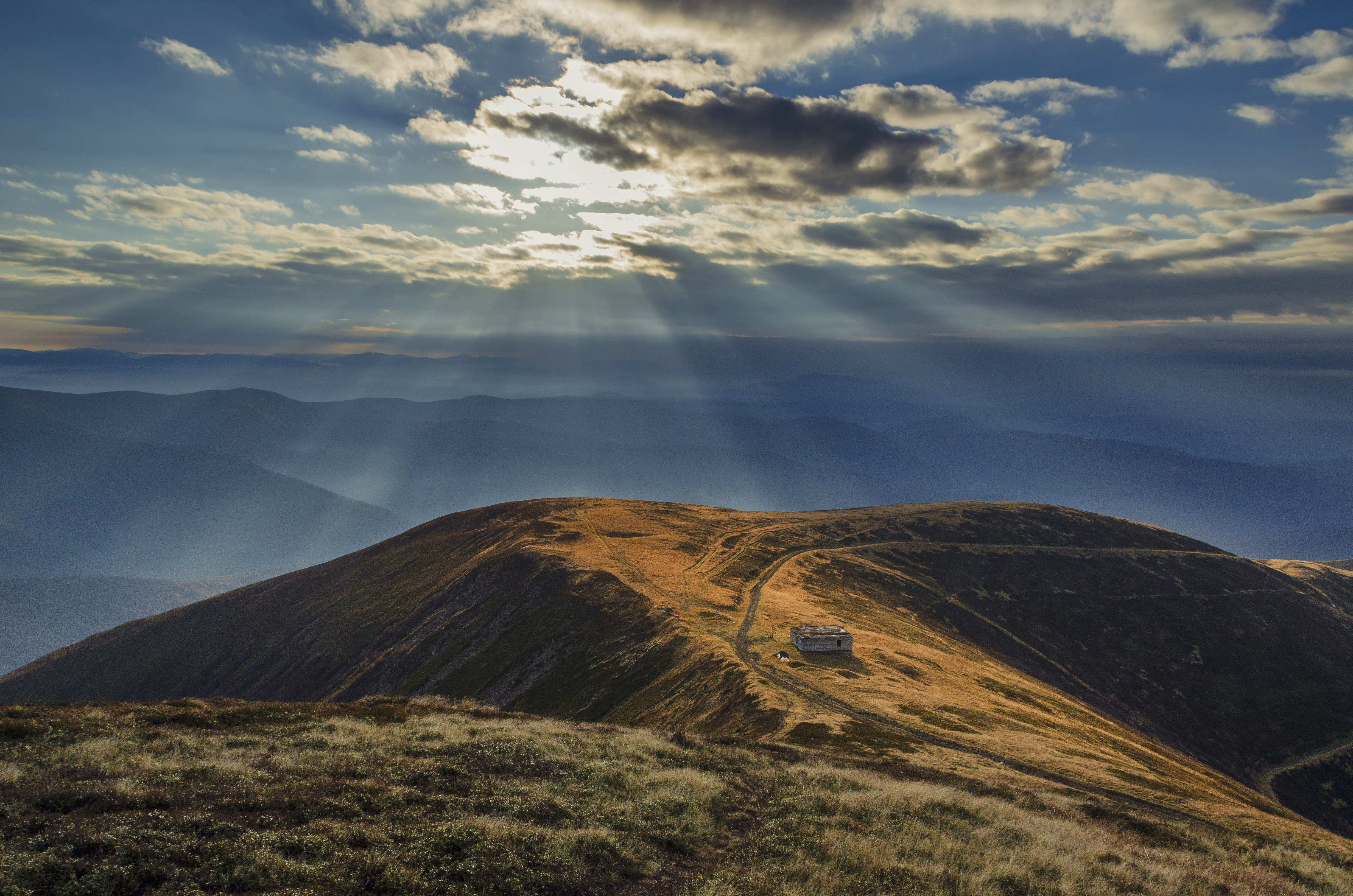
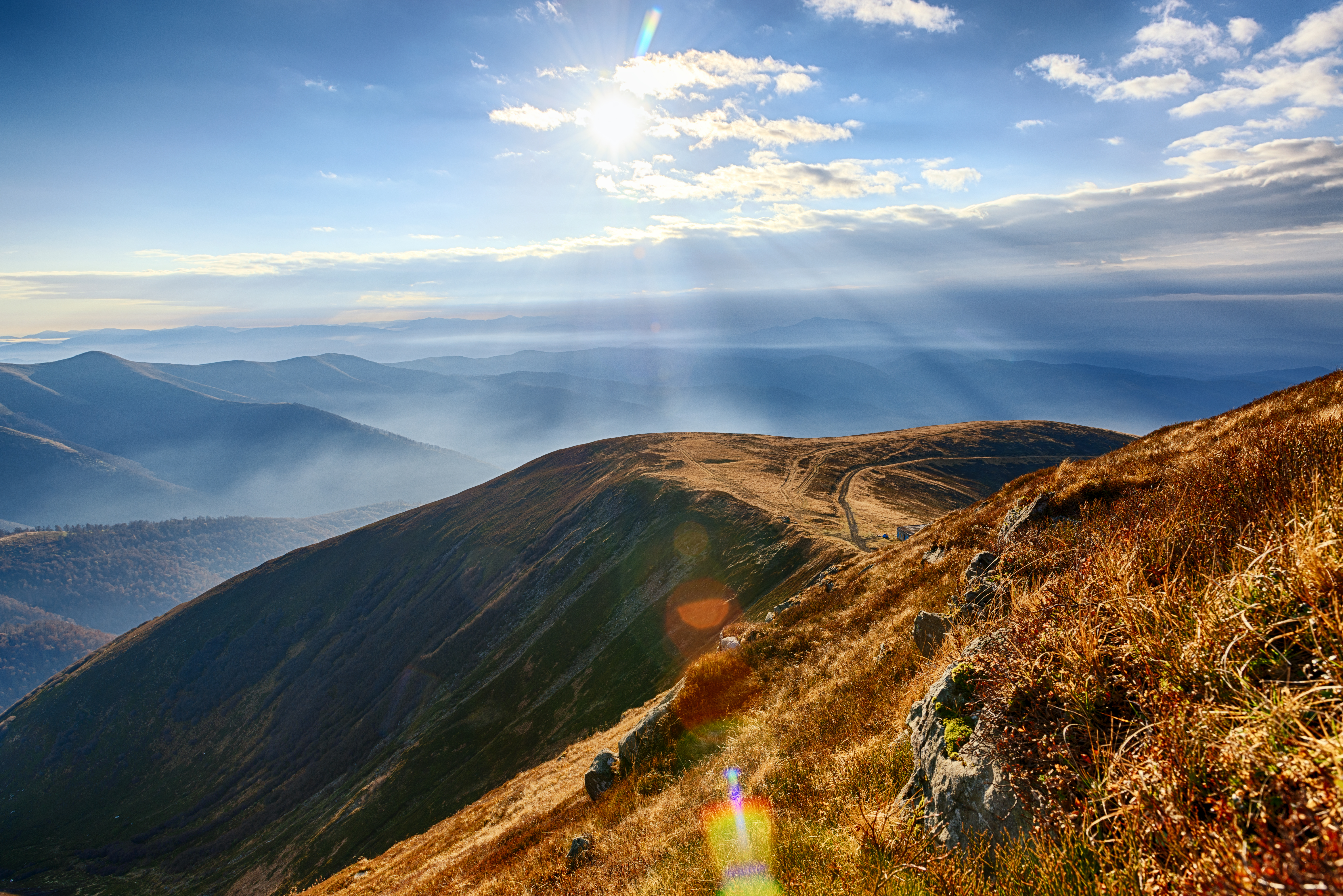
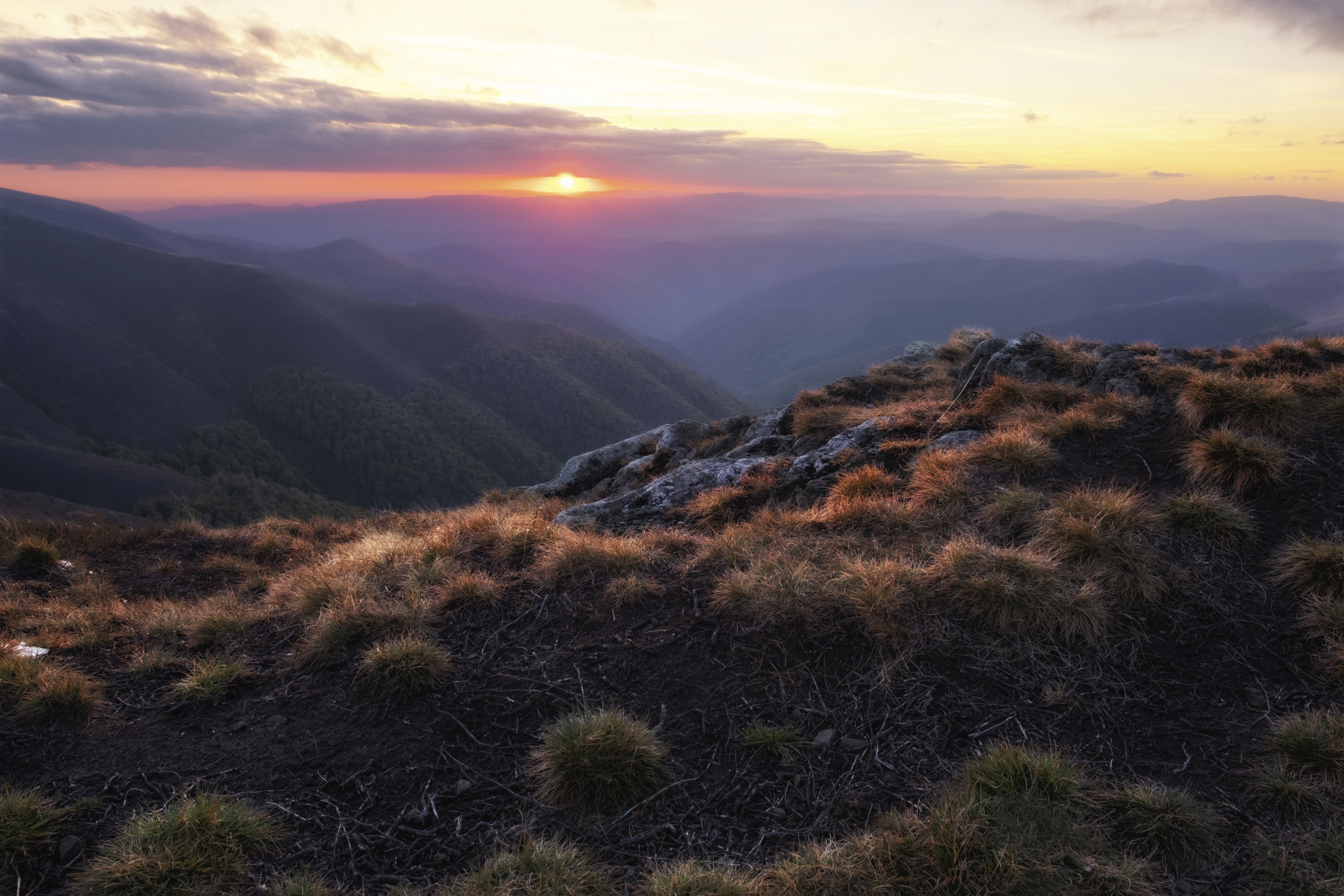